# Спикмэн, Джефф
Джеффри Ф. Спикмэн (англ. Jeffrey F. Speakman; род. 8 ноября 1958, Чикаго) — американский актёр и мастер боевых искусств.

## Биография
Спикмэн родился и вырос в Чикаго. Окончил среднюю школу Джона Хёрси и Государственный университет Миссури. Боевыми искусствами увлёкся благодаря просмотру телесериала «Кунг Фу» с Дэвидом Кэррадайном в главной роли. Занимался под руководством Эда Паркера, одного из самых известных американских мастеров, создавшего первую американскую и первую международную организации каратэ. Имеет чёрные пояса по американскому кэнпо и годзю-рю.
В кино снимается с 1988 года. Первая известность пришла к нему в 1991 году после выхода фильма «Совершенное оружие», где Джефф сыграл роль молодого мастера кэнпо, мстящего за убийство старого друга и наставника. Затем последовали успешные боевики «Уличный рыцарь», «Эксперт» и «Смертельный захват», которые позволяли Спикмэну демонстрировать не только актёрское мастерство, но и талант бойца.
В 2013 году актёр заболел раком горла, но смог благополучно излечиться от него.

## Фильмография (неполная)
| Год  |   | Русское название   | Оригинальное название            | Роль           |
| ---- | - | ------------------ | -------------------------------- | -------------- |
| 1990 | ф | Самоволка          | Оригинальное название неизвестно | охранник       |
| 1991 | ф | Совершенное оружие | Оригинальное название неизвестно | Джефф Сандерс  |
| 1992 | ф | Уличный рыцарь     | Оригинальное название неизвестно | Джейк Баретт   |
| 1995 | ф | Эксперт            | Оригинальное название неизвестно | Джон Ломакс    |
| 1996 | ф | Смертельный захват | Оригинальное название неизвестно | Даттон Хетфилд |
| 2000 | ф | Горячие парни      | Оригинальное название неизвестно | мастер Китон   |